# Jacmel (stad)
Jacmel (ook Jaquemel genoemd, Haïtiaans-Creools: Jakmèl) is een stad en gemeente met 187.000 inwoners. Het is de hoofdstad van het gelijknamige arrondissement en van het departement Sud-Est.

## Geschiedenis

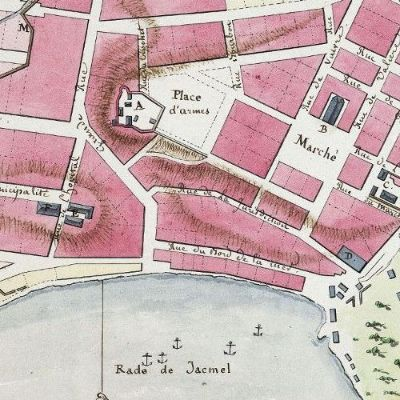
Kaart van Jacmel in 1799

### Franse tijd
De Fransen stichtten de stad in 1698 als hoofdstad van het zuidoostelijke deel van hun kolonie Saint-Domingue.

### Haïtiaanse Revolutie
Tijdens de Haïtiaanse Revolutie vond er een onderlinge strijd plaats tussen twee rebellenleiders Toussaint Louverture en André Rigaud. Deze strijd wordt aangeduid als de "Oorlog der messen" (Guerre des couteaux). In 1799 werd Rigaud teruggedreven tot Jacmel. Deze stad werd verdedigd door zijn luitenant Alexandre Pétion. In maart 1800 moest deze de strijd opgeven.

### Vlag van Venezuela
In 1806 lag Francisco de Miranda, onafhankelijkheidsstrijder van Venezuela met zijn korvet Leander voor anker in de Baai van Jacmel. Daar ontwierp hij de eerste vlag van Venezuela, die hij op 12 maart voor het eerst hees.

### 19e eeuw
In de 19e eeuw bouwden veel rijke koffiebaronnen landhuizen in Jacmel. Deze waren geïnspireerd op de gangbare stijl in de stad New Orleans. De huizen hadden gietijzeren zuilen en balkons, die waren geïmporteerd uit Frankrijk.

## Indeling
De gemeente bestaat uit de volgende sections communales:
| Nr. | Naam                     | Km²   | Inw.2015 |
| --- | ------------------------ | ----- | -------- |
| 1   | Bas Cap Rouge            | 74,35 | 66.574   |
| 2   | Fond Melon (Selles)      | 11,42 | 1.891    |
| 3   | Cochon Gras              | 52,79 | 13.078   |
| 4   | La Gosseline             | 39,77 | 5.333    |
| 5   | Marbial                  | 16,77 | 2.461    |
| 6   | Montagne La Voûte        | 47,99 | 41.804   |
| 7   | Grande Rivière de Jacmel | 41,20 | 6.806    |
| 8   | Bas Coq Chante           | 22,78 | 10.801   |
| 9   | Haut Coq Chante          | 30,94 | 6.252    |
| 10  | La Vanneau               | 37,00 | 10.591   |
| 11  | La Montagne              | 68,87 | 21.662   |

## Vervoer
Bij de stad ligt de Luchthaven Jacmel, van waaruit binnenlandse vluchten plaatsvinden naar Port-au-Prince.

## Zustersteden
- Straatsburg

## Afkomstig uit Jacmel
- De familie van Michaëlle Jean, gouverneur-generaal van Canada, is afkomstig uit Jacmel.